# 大石参月
大石参月（1988年3月22日—），日本静岡縣濱松市中區出生的模特兒、主持人、演員。

## 經歷
大石参月餘2004年出道，同年获得时尚杂志「Seventeen」（集英公司）的最高奖，且到2009年4月号離開集英公司前作为专属模特活动。 自2009年6月号，开始作为『ViVi』的专属模特活动。   
2008年在春季电视剧我的野蠻女友飾演林田若葉。
2010年在电影出租天使飾演田沼真樹。
2015年與交往十年的圈外人結婚。

## 作品

### 雜誌
- Seventeen（2004年 - 2009年4月）
- ViVi（2009年6月－）

### 廣告
- mu-mo（2006年12月1日 - ）スポット出演
- samantha × ViVi（2010年11月～）TV-CF出演
- オリエント时计　iO（イオ） イメージモデル　（2010年-）

### 電影
- GIRLS LOVE（2008年）
- 天使之戀（飾演田沼真樹）（2009年）

### 寫真集
- Mitsuki（集英社、2008年）